# Elvira Madigan (film din 1967)

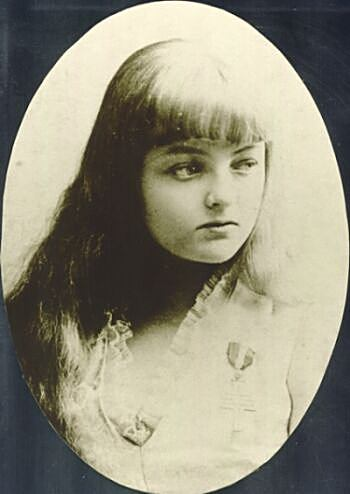
Elvira Madigan

Elvira Madigan (titlul original: Elvira Madigan) este un film dramatic suedez, realizat în 1967 de regizorul Bo Widerberg, după balada omonimă a scriitorului daneez Johan Lindström Saxon, protagoniști fiind actorii Pia Degermark și Thommy Berggren. Atât balada cât și filmul, povestesc istoria adevărată a Elvirei Madigan (1867–1889).

## Conținut
Acțiunea filmului începe spre sfârșitul secolului al 19-lea în Suedia. Hedvig este o renumită dansatoare pe sârmă care prezinta un număr de atracție la circul ei, sub numele de Elvira Madigan. Locotenentul Sixten Sparre este fascinat de tânăra și atractiva artistă, ajungând o pereche de îndrăgostiți. Însă Sparre este căsătorit și este tatăl a doi copii. Deoarece nu văd în Suedia nici un viitor bun pentru ei, se hotărăsc să fugă împreună în Danemarca. Asta înseamnă pentru Sparre dintr-o dată încălcarea gravă a două norme de conduită: și-a părăsit familia și a dezertat din armată. 
Perechea de îndrăgostiți trăiesc în așa zisa lună de miere, o perioada de fericire. După ce s-au terminat rezervele de bani, încearcă să se mențină pe linia de plutire lucrând ocazional și pescuind pentru a se hrăni. Cândva, perechea este descoperită. Prietenii lui Sparre încearcă să îl convingă, să se întoarcă la familia sa în Suedia. Perechea de îndrăgostiți ajunge la disperare, moartea fiind singura soluție vazută de ei ca rezolvare.

## Distribuție
- Pia Degermark – Hedvig (Elvira Madigan)
- Thommy Berggren – locotenentul Sixten Sparre
- Lennart Malmer – Kristoffer
- Cleo Jensen – Cleo
- Lennart Malmer – Kristoffer
- Nina Widerberg – fiica lui Cleo (neacreditată)
- Yvonne Ingdal – vocea suedeză a Elvirei Madigan

## Premii și nominalizări
- 1967 Festivalul de la Cannes:
  - Premiul cea mai bună actriță pentru Pia Degermark
- 1968 National Board of Review Award:
  - Premiul Cel mai bun film străin
- 1968 Nominalizare la Globul de aur pentru categoriile:
  - Cel mai bun film străin
  - Cea mai bună actriță în rol secundar lui Pia Degermark
- 1969 Premiile BAFTA nominalizări pentru:
  - Cea mai bună actriță în rol secundar lui Pia Degermark
  - Cea mai buna imagine pentru cameramanul Jörgen Persson